# Vernoil-le-Fourrier
Vernoil-le-Fourrier és un municipi francès situat al departament de Maine i Loira i a la regió de País del Loira. L'any 2007 tenia 1.232 habitants.

## Demografia

### Població
El 2007 la població de fet de Vernoil-le-Fourrier era de 1.232 persones. Hi havia 556 famílies de les quals 188 eren unipersonals (84 homes vivint sols i 104 dones vivint soles), 192 parelles sense fills, 148 parelles amb fills i 28 famílies monoparentals amb fills.
La població ha evolucionat segons el següent gràfic:
Habitants censats

### Habitatges
El 2007 hi havia 668 habitatges, 556 eren l'habitatge principal de la família, 64 eren segones residències i 48 estaven desocupats. 612 eren cases i 16 eren apartaments. Dels 556 habitatges principals, 393 estaven ocupats pels seus propietaris, 155 estaven llogats i ocupats pels llogaters i 9 estaven cedits a títol gratuït; 30 tenien una cambra, 59 en tenien dues, 85 en tenien tres, 145 en tenien quatre i 238 en tenien cinc o més. 412 habitatges disposaven pel capbaix d'una plaça de pàrquing. A 228 habitatges hi havia un automòbil i a 241 n'hi havia dos o més.

### Piràmide de població
La piràmide de població per edats i sexe el 2009 era:
| Homes | Edats   | Dones |
| ----- | ------- | ----- |
| 0     | 95 o +  | 4     |
| 8     | 90 a 94 | 12    |
| 4     | 85 a 89 | 12    |
| 4     | 80 a 84 | 28    |
| 24    | 75 a 79 | 36    |
| 40    | 70 a 74 | 40    |
| 44    | 65 a 69 | 40    |
| 48    | 60 a 64 | 16    |
| 24    | 55 a 59 | 32    |
| 32    | 50 a 54 | 32    |
| 64    | 45 a 49 | 24    |
| 40    | 40 a 44 | 56    |
| 48    | 35 a 39 | 44    |
| 44    | 30 a 34 | 24    |
| 16    | 25 a 29 | 28    |
| 8     | 20 a 24 | 32    |
| 32    | 15 a 19 | 60    |
| 56    | 10 a 14 | 52    |
| 48    | 5 a 9   | 24    |
| 28    | 0 a 4   | 32    |

## Economia
El 2007 la població en edat de treballar era de 687 persones, 500 eren actives i 187 eren inactives. De les 500 persones actives 443 estaven ocupades (235 homes i 208 dones) i 57 estaven aturades (27 homes i 30 dones). De les 187 persones inactives 92 estaven jubilades, 33 estaven estudiant i 62 estaven classificades com a «altres inactius».

### Ingressos
El 2009 a Vernoil-le-Fourrier hi havia 556 unitats fiscals que integraven 1.254 persones, la mediana anual d'ingressos fiscals per persona era de 13.663 €.

### Activitats econòmiques
Dels 63 establiments que hi havia el 2007, 2 eren d'empreses alimentàries, 5 d'empreses de fabricació d'altres productes industrials, 11 d'empreses de construcció, 11 d'empreses de comerç i reparació d'automòbils, 3 d'empreses de transport, 4 d'empreses d'hostatgeria i restauració, 3 d'empreses financeres, 5 d'empreses immobiliàries, 7 d'empreses de serveis, 6 d'entitats de l'administració pública i 6 d'empreses classificades com a «altres activitats de serveis».
Dels 19 establiments de servei als particulars que hi havia el 2009, 1 era una oficina de correu, 2 tallers de reparació d'automòbils i de material agrícola, 1 autoescola, 1 paleta, 2 guixaires pintors, 1 fusteria, 4 lampisteries, 1 electricista, 1 empresa de construcció, 1 perruqueria, 1 veterinari, 1 restaurant, 1 agència immobiliària i 1 tintoreria.
Dels 4 establiments comercials que hi havia el 2009, 1 era un supermercat, 1 una fleca, 1 una carnisseria i 1 una floristeria.
L'any 2000 a Vernoil-le-Fourrier hi havia 31 explotacions agrícoles que ocupaven un total de 1.311 hectàrees.

## Equipaments sanitaris i escolars
El 2009 hi havia 1 farmàcia i 1 ambulància.
El 2009 hi havia una escola elemental.

## Poblacions més properes
El següent diagrama mostra les poblacions més properes.